# ○○編集社
『○○編集社』（まるまるへんしゅうしゃ）は、2013年10月26日から2014年3月29日までテレビ西日本で毎月最終土曜17:00 - 17:30 （日本標準時）に放送されていた情報バラエティ番組である。

## 概要
2012年4月から2013年9月まで平日夕方に放送されていた『タマリバ』の後継番組である。HKT48メンバーである指原莉乃とお笑い芸人・コンバット満がタッグを組み、福岡の街を舞台に若者の今を切り取るNEWジェネレーションバラエティ番組である。

## 出演者
- コンバット満
- 指原莉乃（HKT48）
- 出口麻綾（テレビ西日本アナウンサー）

## 放送日程
- 第1回 2013年10月26日 指原莉乃サプライズ企画!FM局&雑誌社アポなしPR大作戦!
- 第2回 2013年11月30日 HKT48指原莉乃の新企画「福岡ベタグルメツアー」
- 第3回 2013年12月21日 街中の芸術・トマソン巡りは楽しいのか検証する
- 第4回 2014年1月25日 指原莉乃緊急企画!有名ホテル総料理長と伝説メニューを作り上げろ!
- 第5回 2014年2月22日 「伝説飯4」直前企画!指原莉乃が伝説飯を作る?
- 最終回 2014年3月29日 福岡県民が日常的に使う掛け声「さんのーがーはい」は至高なのか検証する